# Костогрыз, Сергей Андреевич
Сергей Андреевич Костогрыз (1908  — ?)  — украинский советский деятель, 1-й секретарь Кадиевского горкома КП(б)У Ворошиловградской (Луганской) области. Депутат Верховного Совета СССР 3-го созыва.

## Биография
Рос беспризорным. Трудовую деятельность начал шлаковозом на шахтах Донбасса.
Член ВКП(б) с 1932 года.
На 1938 год — директор Алмазо-Марьевского сетевого района «Донэнерго» на Донбассе.
Во время Великой Отечественной войны — директор управления высоковольтных сетей в Молотовэнерго.
На 1947—1950 годы — 1-й секретарь Кадиевского городского комитета КП(б)У Ворошиловградской (Луганской) области.
Потом — на пенсии.

## Награды
- орден Ленина (17.02.1939)
- орден Трудового Красного Знамени (23.01.1948)
- ордена
- медали